# Basjili
Basjili (georgiska: ბაშილი), eller Basjiltau (georgiska: ბაშილთაუ; ryska: Башильтау), är ett berg på gränsen mellan norra Georgien och Ryssland. Toppen på Basjili är 4 248 meter över havet. Närmaste större samhälle är Mestia, 17 km åt sydväst.